# NGC 6608
NGC 6608 is een spiraalvormig sterrenstelsel in het sterrenbeeld Draak. Het hemelobject werd op 4 augustus 1883 ontdekt door de Amerikaanse astronoom Lewis A. Swift.

## Synoniemen
- MCG 10-26-24
- FGC 2194
- PGC 61556